# Acorn System 1
O Acorn System 1, denominado inicialmente de Acorn Microcomputer (Micro-Computer), foi um microcomputador de 8 bits para hobistas, produzido pela empresa britânica Acorn Computers a partir de 1979.

## História
O sistema foi projetado no verão de 1978, a pedido de Hermann Maria Hauser, por Roger Wilson, então estudante de graduação em Cambridge. Era um equipamento pequeno, construído com duas placas padrão Eurocard:
- uma placa (à direita) com a parte de E/S do computador: um display LED, um teclado de 25 teclas (hex+teclas de função), e uma interface de gravador cassete (o circuito à esquerda do teclado);
- uma segunda placa (a placa-mãe), que incluía a UCP, memórias RAM/ROM e CIs de apoio.

Praticamente todos os sinais da UCP eram acessíveis pelo conector padrão Eurocard.